# 絕命尬車3：地獄之賽
《絕命尬車3：地獄之賽》（英語：Death Race 3: Inferno，或又稱作和）是一部2013年美國科幻動作片，為羅依·羅尼執導，保羅·W·S·安德森監製和提供故事。由路克·高斯、塔妮特·菲尼克絲、丹尼·崔喬、文·雷姆斯、道格瑞·史考特和仇雲波主演。《絕命尬車3：地獄》為2010年電影《絕命尬車2》的續集。於2013年1月22日以錄影帶首映的方式在美國推出。

## 劇情
故事敘述「科學怪人」路克已經贏了四場絕命尬車比賽，只要再贏一場就能重獲自由；但未料，比賽擁有者韋蘭被迫將絕命尬車的版權出售給英國億萬富翁奈爾斯·約克。成為路克等人新老闆的奈爾斯打算將絕命尬車搬移至非洲沙漠，這也使得路克原本重獲自由的交易被他破壞，奈爾斯反要照他的指示比賽。在非洲沙漠進行的絕命尬車競賽究竟會遇上甚麼樣的新對手呢？而路克又該如何逃離這裡獲得自由？

## 演員

### 賽車手
- 路克·高斯 飾 卡爾·「路克」·路卡斯／科學怪人（Carl "Luke" Lucas／Frankenstein）
- 仇雲波 飾 14K
- 巴特·富歇 飾 羅斯（Razor）
- 傑瑞米·克拉奇利 飾 皮斯（Psycho）
- 尤金·庫姆班伊華 飾 尼祿（Nero）
- 蜜雪兒·范·斯海克 飾 歐嘉·布勞恩（Olga Braun）
- 馬克·艾爾德金 飾 小丑（Joker）

### 其他角色
- 塔妮特·菲尼克絲 飾 卡特里娜·班克斯（Katrina Banks）
- 道格瑞·史考特 飾 奈爾斯·約克／科學怪人（Niles York／Frankenstein）
- 丹尼·崔喬 飾 金柏格（Goldberg）
- 佛瑞德列克·柯勒 飾 百事通（Lists）
- 文·雷姆斯 飾 韋蘭（R.H. Weyland）
- 赫鲁比·姆博亞 飾 莎塔娜（Satana）
- 羅珊瑪絲·海沃德 飾 普魯登斯（Prudence）

## 評價
《絕命尬車3：地獄之賽》獲得普通的評價。爛番茄50%，平均得分5.1／10。IMDb得分5.5，負評居多。

## 外部連結
- 互联网电影数据库（IMDb）上《絕命尬車3：地獄之賽》的资料（英文）
- AllMovie上《絕命尬車3：地獄之賽》的资料（英文）
- 爛番茄上《絕命尬車3：地獄之賽》的資料（英文）